# Marie-Claudine
La Marie-Claudine est une réplique de chaloupe non pontée, à coque en chêne. Gréée en yole, elle possède deux mâts. Sa voilure comprend 2 voiles au tiers : 1 misaine en mât avant et 1 taille-vent en mât arrière ; mais aussi un foc en bout-dehors.
Son port d'attache est Le Tinduff, petit port de Plougastel-Daoulas, dans la rade de Brest.
Il a obtenu le label BIP en 2009 de la fondation du patrimoine maritime et fluvial.

## Histoire
La chaloupe (ou yole) a été construite en 1991 de façon traditionnelle dans un petit chantier naval du Port-Rhu à Douarnenez pour répondre aux critères du  concours Bateaux des côtes de France  patronné  par le magazine Chasse-Marée. Ces plans sont de l'architecte François  Vivier.

Lors des Fêtes maritimes de Brest, en 1992, la Marie-Claudine fut le bateau le plus primé du concours. Forte de cette distinction, elle est classée  en « Bateau d'intérêt patrimonial » (BIP) décerné par la Fondation du patrimoine maritime et fluvial en 2009.
Historiquement, l'ancêtre de la Marie-Claudine est répertoriée sous le nom de Bag Plougastell au service historique de la marine.
Ce genre de bateau était utilisé le plus couramment au dragage du maerl, au transport de granit et à la petite pêche aux coquillages.
Elle appartient à l'association Bag Plougastell  créée en 1989 pour mettre en œuvre sa construction. Elle est entretenue par les bénévoles de l'association.
Elle a participé à chacune des éditions des Fêtes maritimes de Brest à partir de 1992 : Brest 1992, Brest 1996, Brest 2000, Brest 2004, Brest 2008, aux Les Tonnerres de Brest 2012 , Brest 2016 et Temps fête Douarnenez 2018.

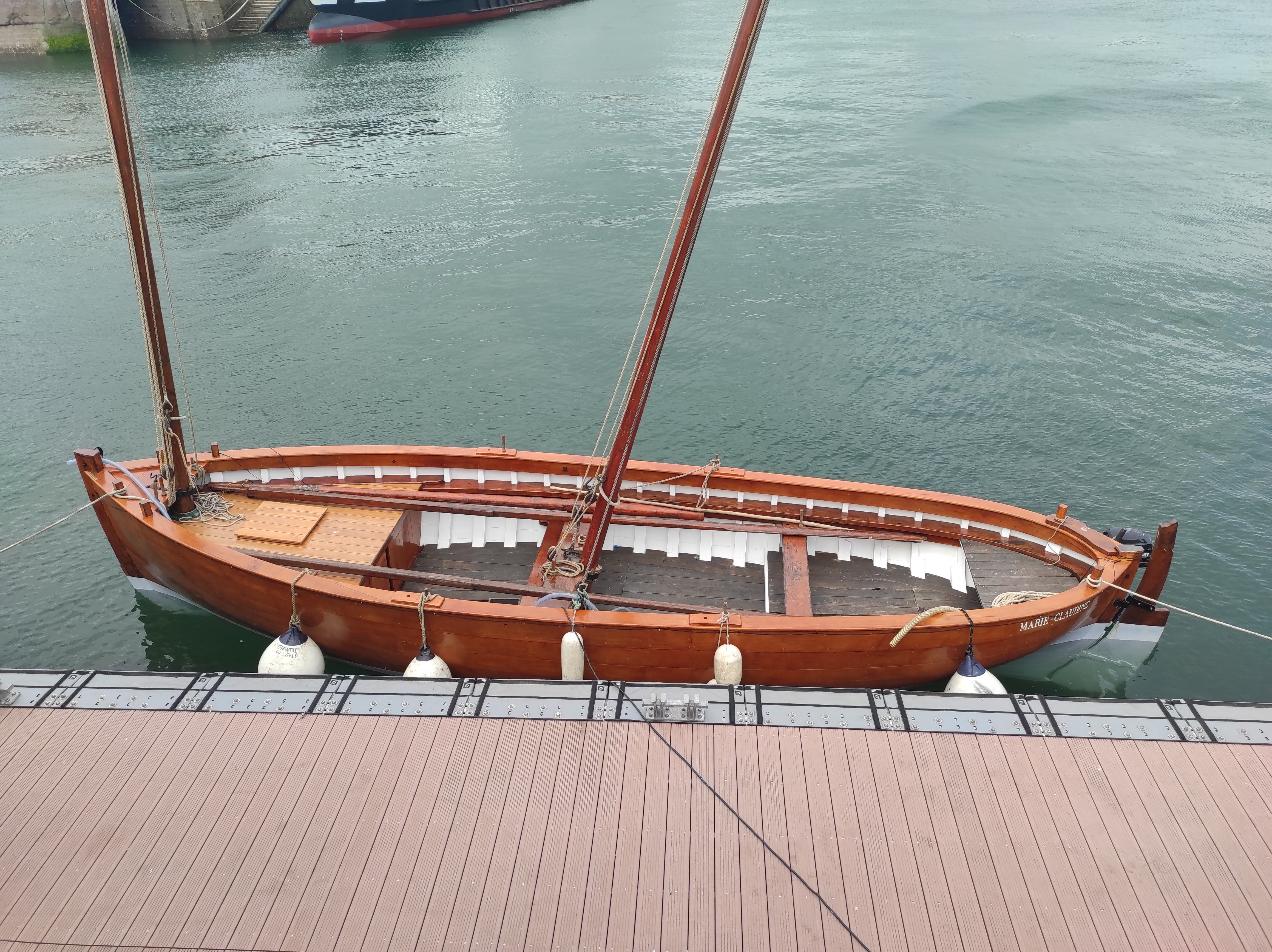
La Marie-Claudine à quai au port de commerce de Brest.